# Grand Prix de Macao de Formule 3 2004
Le Grand Prix de Macao de Formule 3 2004 est la 51e édition de l'épreuve macanaise réservée aux monoplaces de Formule 3. Elle s'est déroulée le 20 novembre 2004 sur le tracé urbain de Guia.

## Engagés
| Écurie            | Voiture                | no | Pilotes             |
| ----------------- | ---------------------- | -- | ------------------- |
| Signature         | Dallara Opel-Spiess    | 1  | Giedo Van der Garde |
| Signature         | Dallara Opel-Spiess    | 2  | Loïc Duval          |
| Signature         | Dallara Opel-Spiess    | 3  | James Rossiter      |
| Inging            | Dallara Toyota-Tom's   | 4  | Ronnie Quintarelli  |
| Inging            | Dallara Toyota-Tom's   | 5  | Naoki Yokomizo      |
| Opel Team Rosberg | Dallara Opel-Spiess    | 6  | Nico Rosberg        |
| Piquet Sports     | Dallara Honda-Mugen NB | 7  | Nelsinho Piquet     |
| ASM Formule 3     | Dallara Mercedes-HWA   | 8  | Jamie Green         |
| ASM Formule 3     | Dallara Mercedes-HWA   | 9  | Alexandre Prémat    |
| ASM Formule 3     | Dallara Mercedes-HWA   | 10 | Eric Salignon       |
| Menu Motorsport   | Dallara Opel-Spiess    | 11 | Adam Carroll        |
| Menu Motorsport   | Dallara Opel-Spiess    | 12 | Robert Austin       |
| Prema Powerteam   | Dallara Opel-Spiess    | 14 | Franck Perera       |
| Prema Powerteam   | Dallara Opel-Spiess    | 15 | Katsuyuki Hiranaka  |
| Ombra S.R.L       | Dallara Honda-Mugen NB | 16 | Matteo Cressoni     |
| Ombra S.R.L       | Dallara Honda-Mugen NB | 17 | Kit Meng Lei        |
| Carlin Motorsport | Dallara Honda-Mugen NB | 18 | Álvaro Parente      |
| Carlin Motorsport | Dallara Honda-Mugen NB | 19 | Marko Asmer         |
| Carlin Motorsport | Dallara Honda-Mugen NB | 20 | Rodolfo Avila       |
| Manor Motorsport  | Dallara Mercedes-HWA   | 21 | Lewis Hamilton      |
| Manor Motorsport  | Dallara Mercedes-HWA   | 22 | Robert Kubica       |
| Tom's             | Dallara Toyota-Tom's   | 23 | Richard Antinucci   |
| Tom's             | Dallara Toyota-Tom's   | 24 | Kazuki Nakajima     |
| Hitech Racing     | Dallara Renault-Sodemo | 25 | Danny Watts         |
| Hitech Racing     | Dallara Renault-Sodemo | 26 | Lucas di Grassi     |
| Hitech Racing     | Dallara Renault-Sodemo | 27 | Ho-Pin Tung         |
| TME Racing        | Dallara Toyota-Tom's   | 28 | Christian Jones     |
| TME Racing        | Dallara Toyota-Tom's   | 29 | Michael Ho          |
| Three Bond Racing | Dallara Nissan-Tomei   | 30 | Fabio Carbone       |
| Swiss Racing Team | Dallara Opel-Spiess    | 31 | Jo Merszei          |
| Swiss Racing Team | Dallara Opel-Spiess    | 32 | Daisuke Ikeda       |
| Team Meritus      | Dallara Honda-Mugen NB | 33 | Marchy Lee (en)     |

## Grille de départ
La grille de départ a été déterminée par une course qualificative de 10 tours remportée par l'Anglais Lewis Hamilton en 33 min 16 s 057.
| 1re ligne : | 1re ligne : | 1.Lewis Hamilton ( Royaume-Uni)    | 2.Nico Rosberg ( Allemagne)        |
| 2e ligne :  | 2e ligne :  | 3.Alexandre Prémat ( France)       | 4.Robert Kubica ( Pologne)         |
| 3e ligne :  | 3e ligne :  | 5.Jamie Green ( Royaume-Uni)       | 6.Fabio Carbone ( Brésil)          |
| 4e ligne :  | 4e ligne :  | 7.Loïc Duval ( France)             | 8.Lucas di Grassi ( Brésil)        |
| 5e ligne :  | 5e ligne :  | 9.James Rossiter ( Royaume-Uni)    | 10.Danny Watts ( Royaume-Uni)      |
| 6e ligne :  | 6e ligne :  | 11.Adam Carroll ( Royaume-Uni)     | 12.Franck Perera ( France)         |
| 7e ligne :  | 7e ligne :  | 13.Katsuyuki Hiranaka ( Japon)     | 14.Robert Austin ( Royaume-Uni)    |
| 8e ligne :  | 8e ligne :  | 15.Naoki Yokomizo ( Japon)         | 16.Ronnie Quintarelli ( Italie)    |
| 9e ligne :  | 9e ligne :  | 17.Alvaro Parente ( Portugal)      | 18.Daisuke Ikeda ( Japon)          |
| 10e ligne : | 10e ligne : | 19.Marko Asmer ( Estonie)          | 20.Matteo Cressoni ( Italie)       |
| 11e ligne : | 11e ligne : | 21.Giedo Van der Garde ( Pays-Bas) | 22.Christian Jones ( Australie)    |
| 12e ligne : | 12e ligne : | 23.Michael Ho ( Macao)             | 24.Kit Meng Lei ( Macao)           |
| 13e ligne : | 13e ligne : | 25.Jo Merszei ( Macao)             | 26.Richard Antinucci ( États-Unis) |
| 14e ligne : | 14e ligne : | 27.Nelsinho Piquet ( Brésil)       | 28.Éric Salignon ( France)         |
| 15e ligne : | 15e ligne : | 29.Rodolfo Avila ( Macao)          | 30.Kazuki Nakajima ( Japon)        |
| 16e ligne : | 16e ligne : | 31.Ho-Pin Tung ( Chine/ Pays-Bas)  | 32.Marchy Lee (en) ( Hong Kong)    |

## Classement
| Pos. | Pilote              | Voiture                | Tours | Temps/Abandon                               |
| ---- | ------------------- | ---------------------- | ----- | ------------------------------------------- |
| 1    | Alexandre Prémat    | Dallara Mercedes-HWA   | 11    | 37 min 13 s 731                             |
| 2    | Robert Kubica       | Dallara Mercedes-HWA   | 11    | +0 s 675                                    |
| 3    | Lucas di Grassi     | Dallara Renault-Sodemo | 11    | +1 s 178                                    |
| 4    | Fabio Carbone       | Dallara Nissan-Tomei   | 11    | +1 s 422                                    |
| 5    | Franck Perera       | Dallara Opel-Spiess    | 11    | +1 s 822                                    |
| 6    | Adam Carroll        | Dallara Opel-Spiess    | 11    | +2 s 219                                    |
| 7    | Robert Austin       | Dallara Opel-Spiess    | 11    | +3 s 464                                    |
| 8    | Ronnie Quintarelli  | Dallara Toyota-TOMs    | 11    | +3 s 633                                    |
| 9    | Richard Antinucci   | Dallara Toyota-TOMs    | 11    | +4 s 301                                    |
| 10   | Nelsinho Piquet     | Dallara Honda-Mugen    | 11    | +5 s 367                                    |
| 11   | Marko Asmer         | Dallara Honda-Mugen    | 11    | +6 s 154                                    |
| 12   | Danny Watts         | Dallara Renault-Sodemo | 11    | +6 s 463                                    |
| 13   | Kazuki Nakajima     | Dallara Toyota-TOMs    | 11    | +6 s 780                                    |
| 14   | Lewis Hamilton      | Dallara Mercedes-HWA   | 11    | +7 s 267                                    |
| 15   | Giedo Van der Garde | Dallara Opel-Spiess    | 11    | +7 s 690                                    |
| 16   | Ho-Pin Tung         | Dallara Renault-Sodemo | 11    | +8 s 116                                    |
| 17   | Christian Jones     | Dallara Toyota-TOMs    | 11    | +8 s 505                                    |
| 18   | Marchy Lee (en)     | Dallara Honda-Mugen    | 11    | +9 s 074                                    |
| 19   | Kit Meng Lei        | Dallara Honda-Mugen    | 11    | +12 s 197                                   |
| 20   | Jamie Green         | Dallara Mercedes-HWA   | 11    | +12 s 235                                   |
| 21   | Jo Merszei          | Dallara Opel-Spiess    | 11    | +14 s 040                                   |
| 22   | Naoki Yokomizo      | Dallara Toyota-TOMs    | 10    | +1 tour                                     |
| 23   | Katsuyuki Hiranaka  | Dallara Opel-Spiess    | 10    | +1 tour                                     |
| Ab.  | Daisuke Ikeda       | Dallara Opel-Spiess    | 8     | Accident                                    |
| Ab.  | Rodolfo Avila       | Dallara Honda-Mugen    | 8     | Accident                                    |
| Ab.  | Michael Ho          | Dallara Toyota-TOMs    | 8     | Accident                                    |
| Ab.  | Matteo Cressoni     | Dallara Honda-Mugen    | 2     | Retrait                                     |
| Ab.  | Nico Rosberg        | Dallara Opel-Spiess    | 1     | Accident                                    |
| Ab.  | Alvaro Parente      | Dallara Honda-Mugen    | 1     | Retrait                                     |
| Ab.  | James Rossiter      | Dallara Opel-Spiess    | 0     | Retrait                                     |
| Ab.  | Loïc Duval          | Dallara Opel-Spiess    | 0     | Accident                                    |
| Np.  | Eric Salignon       | Dallara Mercedes-HWA   |       | Accident lors de la course de qualification |

Légende :
- Ab. = Abandon
- Np. = Non Partant